# 유로비전 아시아 송 콘테스트
유로비전 아시아 송 콘테스트(프랑스어: Concours Eurovision Asie de la chanson, 영어: Eurovision Asia Song Contest)는 유럽 방송 연맹에서 아시아 태평양 지역을 대상으로 유로비전 송 콘테스트와 유사한 방식으로 개최하는 음악 경연대회이다.